# Região Geoadministrativa de Princesa Isabel
A Região Geoadministrativa de Princesa Isabel é uma região geoadministrativa brasileira localizada no estado da Paraíba. É formada por sete municípios.
Seu gerente regional é Jonas Tadeu Ribeiro.

## Municípios
- Água Branca
- Imaculada
- Juru
- Manaíra
- Princesa Isabel
- São José de Princesa
- Tavares